# Janinów (osada leśna w powiecie brzezińskim)
Janinów – osada leśna w Polsce położona w województwie łódzkim, w powiecie brzezińskim, w gminie Brzeziny.
W latach 1975–1998 miejscowość należała administracyjnie do województwa skierniewickiego.